# Made for Each Other (2009)
Made for Each Other é um filme estado-unidense de Daryl Goldberg, com Christopher Masterson, Bijou Phillips, Samm Levine e Lauren German nos principais papéis.

## Sinopse
Dan e Marci estão casados há três meses, porém o casamento ainda não foi consumado. A frustração sexual de Dan leva-o a ceder aos assédios por parte da sua chefe, Catherine. Arrependido, Dan resolve conceber um plano para corrigir a situação e, assim, aliviar a própria consciência. A sua solução passa por encontrar um homem com quem a sua mulher o traía. O derradeiro desafio é encontrar o homem ideal para esse trabalho.

## Elenco
- Danny Masterson... Morris
- Patrick Warburton... Mack Mackenzie
- Christopher Masterson... Dan
- Bijou Phillips... Marci
- Samm Levine... Mike
- George Segal... Sr. Jacobs
- Lauren German... Catherine
- Leslie Hendrix... Sra. Jacobs
- Kelsey Fowler... Enola
- Kyle Howard... Ed